# Академія архітектури Української РСР
Академія архітектури Української РСР (АА УРСР) — вища наукова установа УРСР в галузі архітектури, що існувала в Києві в 1945–1956 роках. Розміщувалась в будинку митрополіта на території заповідника «Софія Київська».

## Історія
Утворена постановою Ради Народних Комісарів і ЦК КП(б)У № 960 від 21 червня 1945 року «Про організацію Академії архітектури УРСР» на базі Української філії Академії архітектури СРСР, створеної в 1944 році. Академія створювалась 
| з метою розвитку і процвітання Української радянської архітектури як мистецтва, що об'єднує усі види монументальних мистецтв, художньої промисловості та будівельної техніки і має величезне значення у справі відбудування міст і сіл УРСР а також з метою всебічного сприяння підготовці творчих і наукових кадрів. |
З 1946 року почав виходити «Вісник АА УРСР».
В 1956 було перетворено на Академію будівництва і архітектури УРСР.

## Структура
Академія мала три наукових відділи:
- архітектурних наук;
- будівельних наук;
- монументального живопису та художньої промисловості.

Були створені науково-дослідні інститути:
- будівництва міст;
- архітектури споруд;
- історії та теорії архітектури;
- монументального живопису і скульптури;
- художньої промисловості;
- будівельної техніки, будівельних матеріалів.

Також до складу Академії входили:
- наукова бібліотека;
- дослідно-будівельний полігон;
- відділ музеїв;
- Софіївський заповідник;
- бюро технічної інформації.

## Персоналії
- Володимир Заболотний, академік (від заснування), президент академії
- Павло Альошин, академік (від заснування), віце-президент академії
- Олександр Власов, академік (від заснування), член президії
- Сергій Безсонов, академік (від заснування)
- Олександр Вербицький, академік (від заснування)
- Михайло Лисенко, академік (від заснування)
- Олександр Неровецький, академік (від заснування), керівник відділу будівельних наук та директор Інституту будівельної техніки.
- Олександр Касьянов
- Яків Штейнберг
- Олександр Мизін
- Ніна Манучарова
- Петро Юрченко
- І. Я. Грабовський
- В. Д. Таїров
- Володимир Григор'єв